# Praia do Espartal
A praia de El Espartal é uma extensão de areia na costa do concelho de Astúrias de Castrillón, Espanha.

## Delimitação
Seus limites dependem da fonte consultada. De acordo com a prefeitura de Castrillón, incluiria as praias de Salinas e San Juan de Nieva, embora comumente seja chamada de Salinas. Teria um comprimento de 2.600 m, 2.100 m da praia de Salinas e 500 m da praia de San Juan.

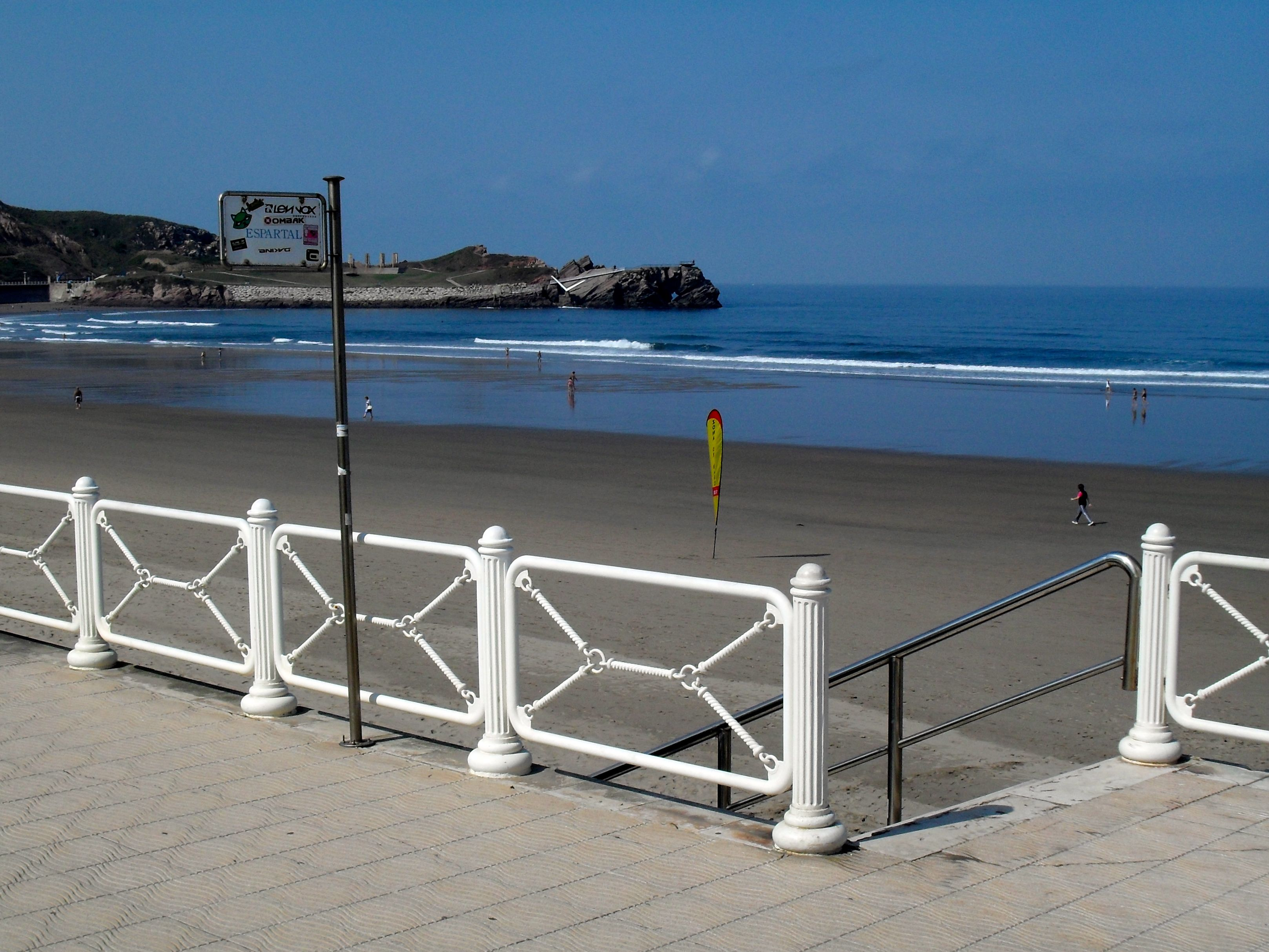
Placa indicando "Espartal" ao lado de uma escada no calçadão de Salinas

A comunidade da região de Avilés, à qual pertence o concelho de Castrillón, no documento "Praias o ano todo. Região de Avilés", delimita a área central da praia, entre Salinas e San Juan, como El Espartal, na seção dedicada à prática do surfe em Salinas. Além disso, o inventário de praias do Plano de Salvação em Praias do Principado de Astúrias de 2009 inclui a praia de El Espartal como uma área distinta de Salinas e San Juan de Nieva. E segundo o jornal La Nueva España, em 2012, a estação de salva-vidas de El Espartal era atendida por seis salva-vidas, os mesmos que em San Juan, e três ou quatro em Salinas.
De acordo com o guia de praias do Ministério da Agricultura, Alimentação e Meio Ambiente, El Espartal seria outro nome pelo qual a praia de San Juan é conhecida, abrangendo os 500 m da extremidade oriental da faixa de areia.
Essa delimitação coincidiria com a utilizada pelo Principado de Astúrias, no inventário de praias registrado nas Diretrizes Subregionais de Ordenação do Território para a Faixa Costeira. Essas diretrizes, de acordo com o decreto que as aprova, são um "quadro de referência obrigatório para a atuação territorial da Administração pública na zona costeira das Astúrias". De acordo com esse documento, a praia de El Espartal, composta apenas por areias, tem um comprimento de 500 m e áreas de 50.000 e 105.000 m² em maré baixa e alta, respectivamente. Ela é classificada como praia urbana, com impactos muito altos, interesse de conservação alto e uso predominante para banho. Além disso, o documento estabelece, juntamente com o Plano de Ordenação de Recursos Naturais das Astúrias, a necessidade de uma área especial de proteção para a praia de El Espartal, como um monumento natural.

## Monumento Natural

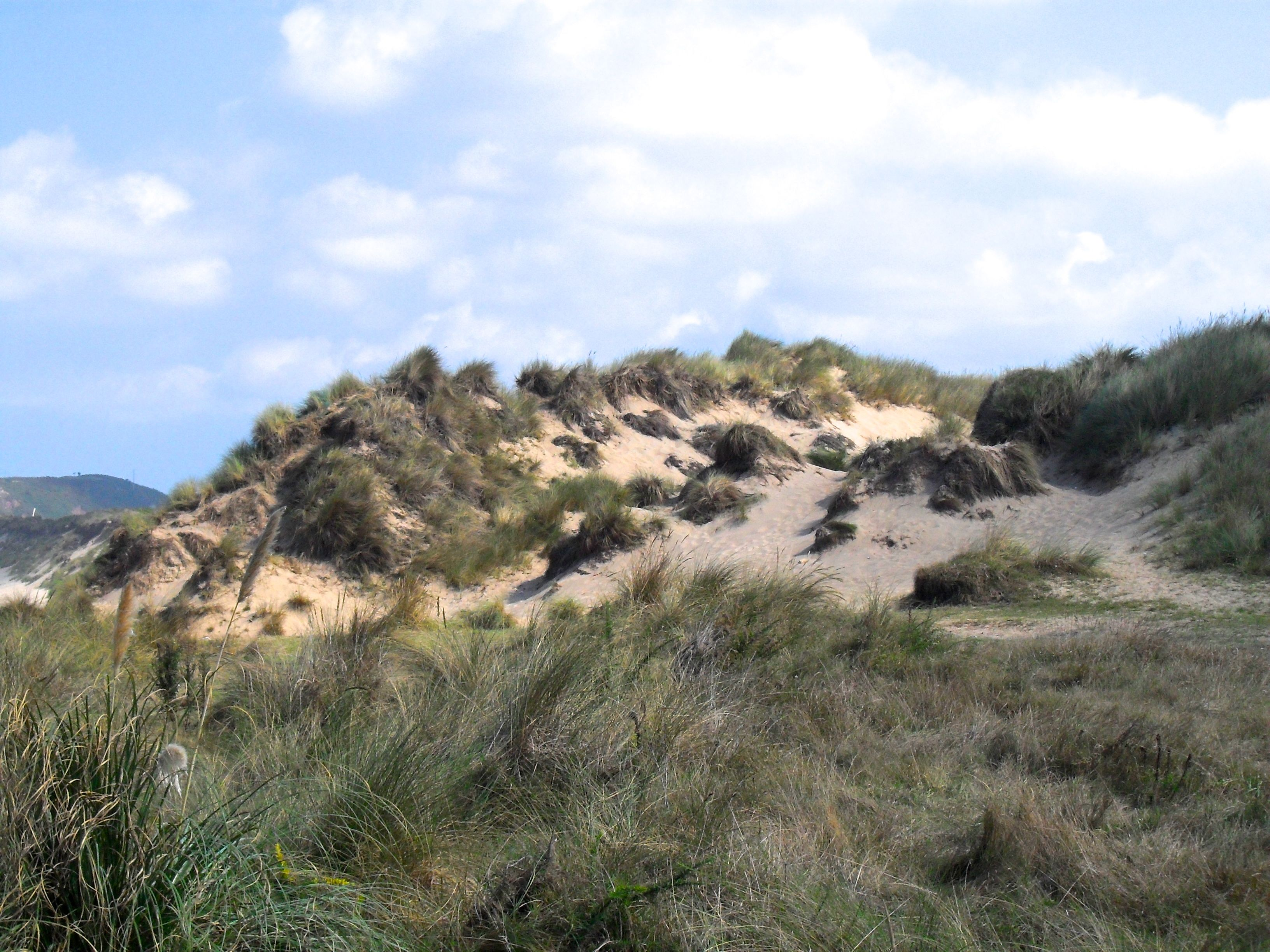
Duna primária na extremidade oeste do monumento natural.

A praia de El Espartal foi declarada um monumento natural em 21 de julho de 2006. A introdução desse decreto destaca como valores no local o sistema dunar onde estão presentes as espécies de nardo marinho e espigadilha do mar, incluídas no Catálogo Regional de Espécies Ameaçadas da Flora Asturiana. Além disso, foram identificados em El Espartal dois habitats de interesse comunitário, dunas embrionárias (dunas móveis primárias) e matagais mediterrânicos e oromediterrânicos primários e secundários com dominância de genisteas.
Este espaço faz parte da Rede Natura 2000, inserido no Local de Interesse Comunitário Cabo Busto-Luanco e na Zona de Especial Proteção para as Aves com o mesmo nome.
Trata-se de uma zona de dunas com menos de um hectare, embora inicialmente fosse a maior das Astúrias. No entanto, a industrialização (com a construção de empresas como Cristalería Española ou Asturiana de Zinc e o crescimento urbano de Salinas, Raíces e San Juan) reduziu seu tamanho ao atual, a partir do quilômetro que costumava medir entre os penhascos de Pinos Altos e o mar. Ela apresenta duas áreas bem distintas: a primeira é um paredão de dunas formado por dunas brancas que, em algumas áreas, alcançam 15 metros de altura. Após essa parede, encontra-se o restante da zona de dunas, com dunas cinzentas.
A delimitação do âmbito geográfico protegido estabelecido no decreto de declaração do monumento natural foi modificada após uma sentença do Tribunal Superior de Justiça do Principado de Astúrias, em um recurso contencioso-administrativo interposto pela prefeitura de Castrillón contra esse decreto.